# Iván el Terrible, tercera parte
Iván el Terrible, tercera parte es una película rusa incompleta dirigida por Serguéi Eisenstein, preparada como la última parte de la trilogía iniciada con Iván el Terrible, y continuada con Iván el Terrible, segunda parte, sobre la vida del Zar Iván IV de Rusia, más conocido como Iván el Terrible.

## Historia
Iván el Terrible, tercera parte, se comenzó a filmar a mediados de 1946, poco después de completarse el rodaje de la segunda parte, Iván el Terrible, segunda parte, en ese mismo año. La tercera parte iba a llevar el subtítulo de "Las Batallas de Iván", y el argumento del film recalcaría la imagen del Zar como jefe militar y estratega. También otro personaje adquiriría algo de protagonismo, el joven Piotr Volinetz, encarnado por el adolescente Vladímir Balashov.
Eisenstein llevaba filmados solo 800 metros de película, pero la controversia que había causado el segundo filme, criticado o desaprobado por varias de las altas figuras del Gobierno soviético que lo habían visto antes de su estreno -incluyendo a Iósif Stalin, a quien le desagradó el cambio de enfoque sobre las acciones del protagonista-, llevó a que se censurara la segunda parte (postergando su estreno) y se parara la producción de Iván el Terrible, tercera parte en ese año, entrando en un hiato indefinido.
En 1948, fallece Eisenstein, dejando su obra inacabada. En 1958, durante el gobierno de Nikita Jruschov, Iván el Terrible, segunda parte es finalmente estrenada.